# ريشارد فيلشتيتر
ريشار فيلشتاتر هو كيميائي ألماني ولد في 13 أغسطس 1872 وتوفي في 3 أغسطس 1942. هو من قام بوضع تقنية الكروماتوجرافيا. تحصل على دكتوراه من جامعة ميونخ سنة 1915 التي عرض فيها تكوين الكوكايين. أصبح بعدها مساعدا لأدولف فون باير.
في سنة 1905 أصبح محاضرا في جامعة زيورخ وبدأ عندها بدراسة الكلوروفيل. أصبح بعدها محاضرا في جامعة برلين ومن ثم مدير لمعهد كيزر فيلهم. توقف عن بحوثه خلال الحرب العالمية الأولى وبدأ بتطوير كمامات الغاز. تحصل سنة 1915 على جائزة نوبل في الكيمياء. في سنة 1916 أخذ مكان فون باير في جامعة ميونخ. استقال سنة 1924 من منصبه في ميونخ احتجاجا على الضغوط المعادية للسامية وذلك لكونه يهودي. أكمل بحوثه بصفة شخصية وانتقل إلى سويسرا سنة 1939.

## روابط خارجية
- ريشارد فيلشتيتر على موقع الموسوعة البريطانية (الإنجليزية)
- ريشارد فيلشتيتر على موقع إن إن دي بي (الإنجليزية)